# Numeración indo-arábiga

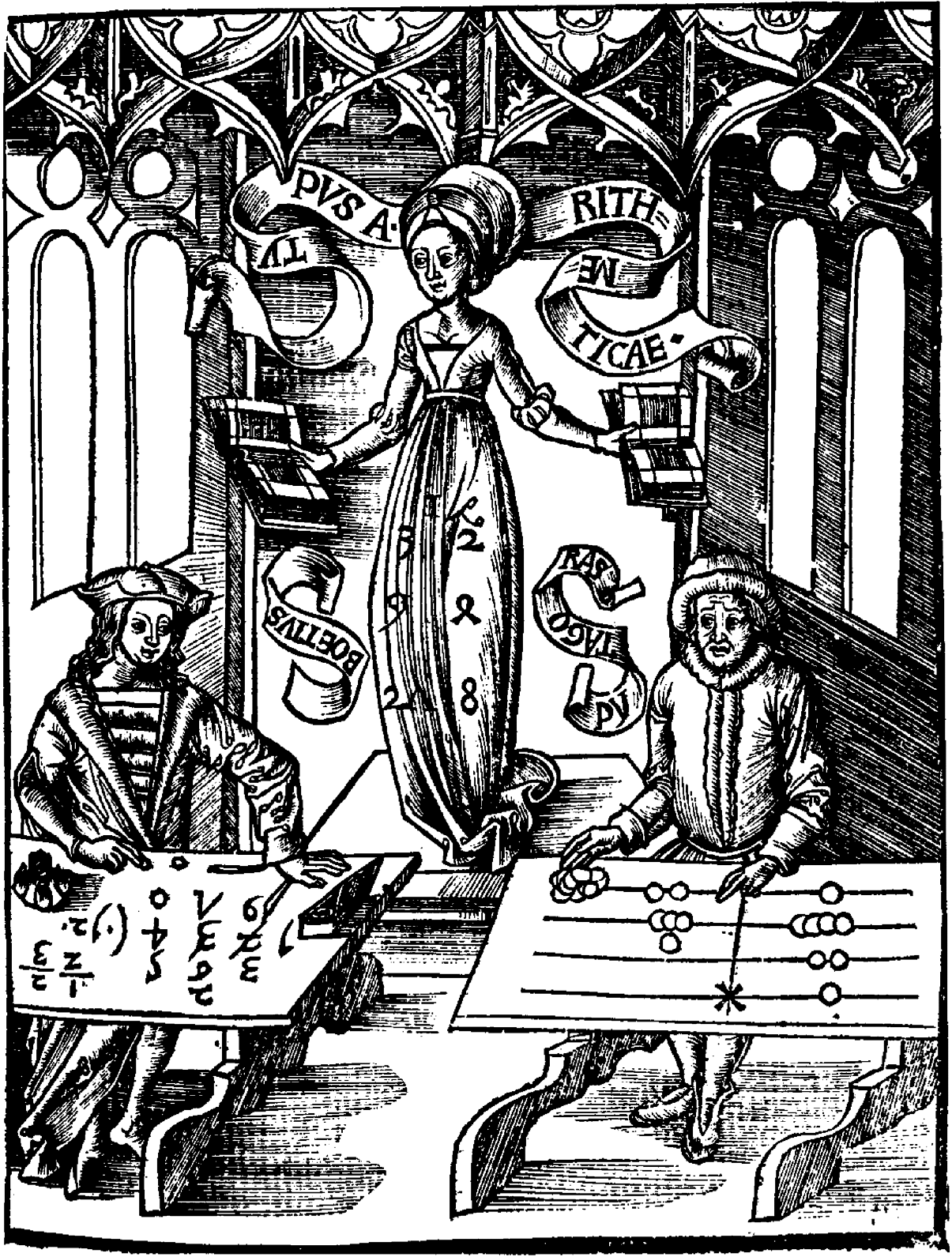
Ilustración que compara dos maneras de hacer operaciones matemáticas: Boecio contento operando con el sistema arábigo y Pitágoras afligido usando el ábaco.
Typus arithmeticae, de la obra Margarita philosophica del humanista Gregor Reisch

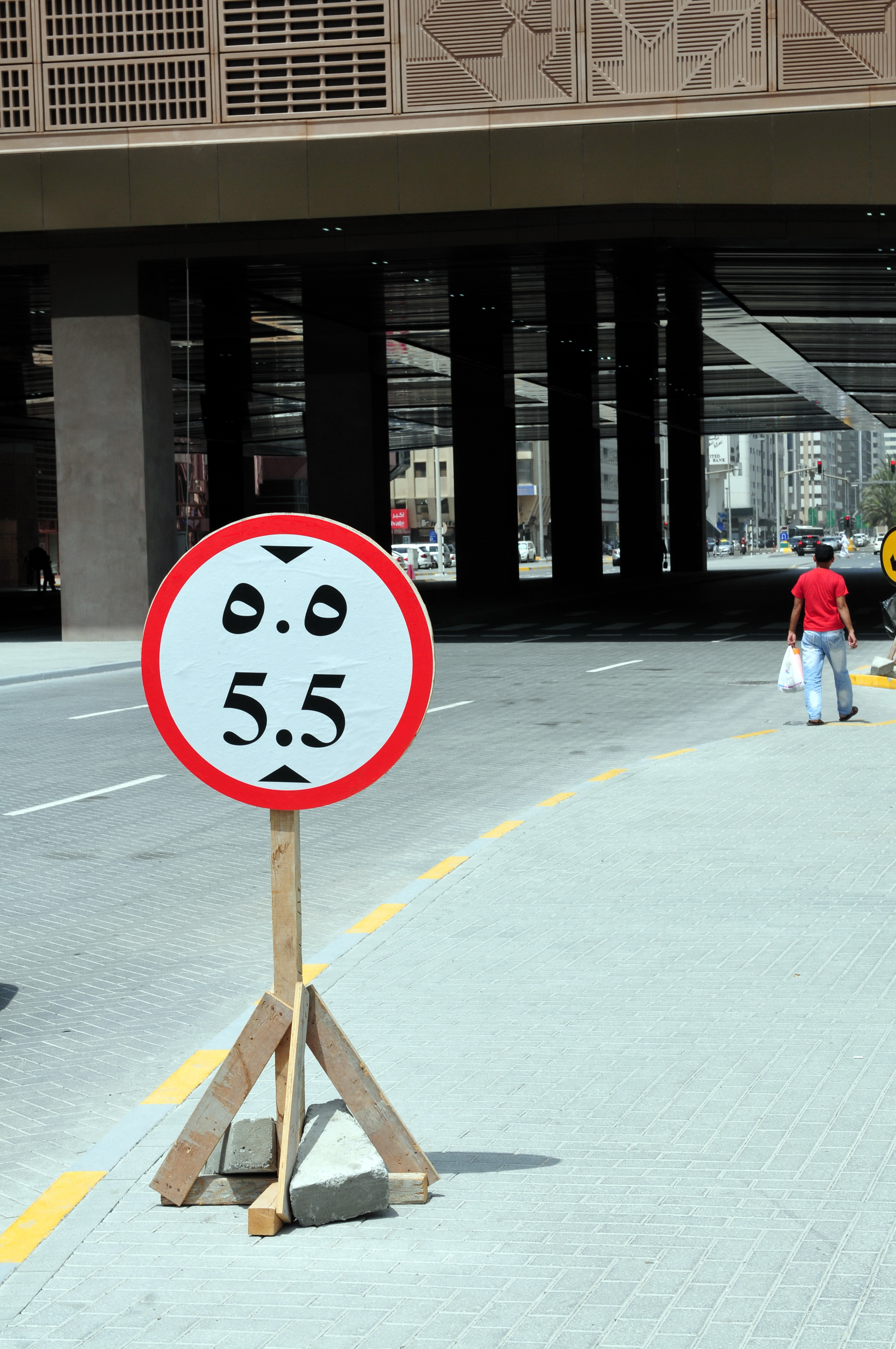
Números arábigos orientales y occidentales en una señal de tráfico en Abu Dabi.

El sistema de numeración indo-arábigo es el nombre habitual del actual sistema de numeración posicional y decimal moderno. Este sistema se desarrolló en India en el siglo I, fue popularizado entre los árabes y los persas por Al-Juarismi y llegó a Europa en la Edad Media, donde el sistema fue ampliamente extendido. En todo el mundo la numeración indo-arábiga es mayoritariamente expresada utilizando las llamadas cifras arábigas occidentales, pero en Oriente Medio también se emplean las cifras arábigas orientales y en la India y parte del Sureste Asiático se usan a menudo las cifras índicas.
Los números arábigos, son los símbolos más utilizados para representar números. Se les llama «arábigos» porque los hispanoárabes de Al-Ándalus los introdujeron en Europa a través de la Iberia colonizada, aunque, en realidad, su invención surgió en la India. El mundo le debe a la cultura india el invento trascendental del sistema de numeración posicional, así como el descubrimiento del 0 (cero), llamado śūnya (shuunia) o bindu en lengua sánscrita, aunque los mayas también conocieron tanto el 0 como la numeración posicional. Los matemáticos persas de la India adoptaron el sistema, de quienes lo tomaron los árabes. Para el momento en que se empezaron a usar en el norte de África, ya tenían su forma actual, de allí fueron adoptados en Europa en la Edad Media. Su uso aumentó en todo el mundo debido a la colonización y comercio europeos.
El sistema arábigo se ha representado (y se representa) utilizando muchos conjuntos de glifos diferentes. Estos glifos pueden dividirse en dos grandes familias: los numerales arábigos occidentales y los orientales. Los orientales, que se desarrollaron en lo que actualmente se corresponde a Irak, se representan en la tabla que viene a continuación como arábigo-índico. El arábigo-índico oriental es una variedad de los glifos arábigo-índicos. Los numerales arábigos occidentales, desarrollados en Al-Ándalus y el Magreb, se muestran en la tabla como números arábigos modernos.
| Números arábigos modernos              | 0 | 1 | 2 | 3 | 4 | 5 | 6 | 7 | 8 | 9 |
| Arábigo-índico                         | ٠ | ١ | ٢ | ٣ | ٤ | ٥ | ٦ | ٧ | ٨ | ٩ |
| Arábigo-índico oriental (Persa y urdu) | ۰ | ۱ | ۲ | ۳ | ۴ | ۵ | ۶ | ۷ | ۸ | ۹ |
| Devanagari (Hindi)                     | ० | १ | २ | ३ | ४ | ५ | ६ | ७ | ८ | ९ |
| Tamil                                  | ௦ | ௧ | ௨ | ௩ | ௪ | ௫ | ௬ | ௭ | ௮ | ௯ |

En Japón, los números arábigos y el alfabeto latino forman parte del sistema de escritura rōmaji. Así, si un número está escrito con glifos arábigos, en Japón dirán que «está escrito en rōmaji» en contraposición a la numeración japonesa.

## Historia
El sistema de numeración arábigo se considera uno de los avances más significativos de las matemáticas. La mayoría de los historiadores coinciden en afirmar que tuvo su origen en la India (los árabes se refieren a este sistema de numeración como «Números indios»), se expandió por el mundo islámico y de ahí, vía al-Ándalus, al resto de Europa.
Se especula que el origen del sistema posicional base 10 utilizado en la India tuvo sus orígenes en China. El sistema chino Hua Ma (ver Numeración china) es también posicional y de base 10 y pudo haber servido de inspiración para el sistema que surgió en la India. Esta hipótesis cobra fuerza por el hecho de que entre los siglos V y VIII (periodo durante el cual se desarrolló el sistema numérico indio) coincidió con una gran afluencia de peregrinos budistas entre China y la India. Lo que es cierto es que en la época de Bhaskara I (siglo VII) en la India se usaba un sistema numeral posicional base 10 con 9 glifos y se conocía el concepto del cero, representado por un punto.
Este sistema de numeración llegó a Oriente Medio hacia el año 670. Matemáticos musulmanes del actual Irak, como al-Juarismi, ya estaban familiarizados con la numeración babilónica, que empleaba el cero entre dígitos distintos de cero (aunque no tras dígitos distintos de cero), así que el nuevo sistema no tuvo un buen recibimiento. En el siglo X los matemáticos árabes incluyeron en su sistema de numeración las fracciones. Al-Juarismi escribió el libro Acerca de los cálculos con los números de la India hacia el año 825 y Al-Kindi escribió El uso de los números de la India en cuatro volúmenes. Su trabajo fue muy importante en la difusión del sistema de la India en el Oriente Medio y en el Occidente.
Las primeras menciones de estos numerales en la literatura occidental se encuentran en el Codex Vigilanus del año 976. A partir de 980, Gerberto de Aurillac (más tarde papa con el nombre de Silvestre II) hizo uso de su cargo papal para difundir el conocimiento del sistema en Europa. Fibonacci, un matemático italiano que había estudiado en Bugía (en la actual Argelia), contribuyó a la difusión por Europa del sistema arábigo con su libro Liber Abaci, publicado en 1202. Entre los primeros países se hallaba Gran Bretaña, teniéndose escritos como, por ejemplo, uno en lino de la iglesia de Braye de 1448 en Berkshire (Inglaterra) y uno en Escocia de 1470 en la tumba de Eral de Huntly. En la Europa central, el rey de Hungría Ladislao el Póstumo comenzó a usar los números arábigos, teniéndose constancia de un documento real de 1456.
Sin embargo, no fue sino hasta la invención de la imprenta de tipos móviles por Gutenberg en 1450 cuando este sistema de numeración empezó a generalizarse en Europa; para el siglo XVI se utilizaba con cierta amplitud. Por otra parte, los números arábigos reemplazaron a la numeración cirílica en Rusia alrededor de 1700, cuando fueron introducidos por el zar Pedro I de Rusia.
| Tabela com «ápices» de la Edad Media | Tabla de numerales |

Curiosamente, en el mundo musulmán solamente los matemáticos utilizaban el sistema de numeración arábigo hasta tiempos relativamente recientes. Los científicos usaban el sistema babilónico y los comerciantes los sistemas griego y hebreo.